# Laitaure
Der Laitaure ist ein See in Lappland, in Nord-Schweden, der vom Rapaätno, einem Nebenfluss des Lilla Luleälven, durchflossen wird. Der Sarek-Nationalpark grenzt an den See. Nördlich des Sees liegt der 1179 Meter hohe Granit-Berg Skierffe, dessen Südseite 350 m senkrecht und dann noch weitere 350 m fast senkrecht zum 10 km² großen Laitauredelta hin abfällt. Der den See speisende Rapaätno ist einer der wasserreichsten Flüsse Schwedens und führt am Eingang zum Laitaure 175 m³/s Wasser, nach Regenperioden auch 250 m³/s und mehr. Der Fluss entwässert 30 Gletscher und befördert entsprechend viel Schlamm und Geröll, so dass das Mündungsdelta immer größer und der See jedes Jahr etwa 50 cm kleiner wird.